# Густав Малер
Густав Малер (Калиште, 7. јул 1860 — Беч, 18. мај 1911) је био аустријски композитор. Написао је 9 симфонија, међу којима се истиче осма под називом Симфонија хиљаде, а тај назив добија по томе што је Малер предвидео хиљаду извођача, што вокалних, што инструменталних. Такође је компоновао и већи број соло песама.
Спада у композиторе романтизма друге половине 19. века. Својим је стваралаштвом премостио јаз између Рихарда Вагнера (1813—1883) и Арнолда Шенберга (1874—1951), између романтизма 19. и смелих музичких стремљења 20. века.

## Биографија
Рођен у јеврејској породици у месту Калиште у тадашњој Аустроугарској (данас се налази у Чешкој), као друго од укупно 12 деце које су имали његови родитељи, од оца Бернарда (1827—1889) и мајке Мари Херман Малер (1837—1889). Многа браћа и сестре, рано су у умрли. Тако је настарији Конрад Малер, рођен 1858, умро већ следеће, 1859. године. Убрзо по Малеровом рођењу, његова породица се преселила у гарнизонски град Иглау (данас се тај град налази у Чешкој, под именом Јихлава). Од најранијег доба занимала га је музика, а већ по досељењу у Иглау, дошао је у додир са маршевском војничком музиком и са само четири године, изводио ју је на усној хармоници. То је оставило дубок траг у његовом каснијем музичком стваралаштву, а посебно у симфонијској музици, где готово сви први ставови његових симфонија, имају маршевске мотиве као основне. Школовање је почео у Иглауу, наставио у Прагу, тако да је истовремено завршио и гимназију и конзерваторијум (код Антона Брукнера) у Бечу, до 1878. године. После завршене гимназије студирао је филозофију и историју, а код Брукнера хармонију и контрапункт.
Многе ствари су утицале на њега, и убрзо је још у студентским годинама почео да компонује. Ране композиције, настале до 1878. године је међутим, уништио, тако да је прво дело које је написао, постало Песма јада, 1878. године, прерађено 1880. године. Много је и читао, понајвише Достојевског кога је много волео, од филозофа Канта и Шопенхауера, Жан Пол Рихтера, према чијем је делу, Титан, назвао и своју Прву Симфонију и Фридриха Ничеа, док су му музички идоли били Вагнер, Брукнер и Моцарт.
После завршетка студија, почиње да диригује у летњем позоришту у Халеу, где је дириговао током 1880. и 1881. године. Потом је дириговао оперским изведбама у Љубљани — од 1881. до 1883. године, у Олимпцу током 1883. и 1884. године, у Каселу је наступао у току концертне и оперске сезоне 1884/85, а у сезони 1885/86 диригује у Прагу. Године 1886, након успеха постигнутог на Лајпцишком летњем фестивалу, ангажован је заједно са диригентом Артуром Никишом (1855—1922) и у току две сезоне, од 1886. до 1888. године, дириговао је комплетан устаљени сезонски концертни репертоар у Лајпцигу.
Године 1888, постаје директор краљевске опере у Будимпешти и на овом положају остаје до 1891. године (три сезоне). Ту је 20. новембра 1889. године извео своју Прву Симфонију звану Титан, али су му извођачи постављали веома високе захтеве, и убрзо се јавила опасност да он изгуби тај посао. 1891. године добија понуду из Хамбурга, коју прихвата, због могућности да ту оствари своје стваралачке идеје, и боље се посвети музици и компоновању. На положају првог диригента Опере и оркестра из Хамбурга остаје шест сезона, до 1897. године.
Године 1895. напушта јудаизам и прелази у католичку веру.
Године 1897. постаје диригент дворске опере у Бечу, где остаје до јесени 1907. године. Убрзо затим постаје и њен директор. Између 1898. и 1901. године, диригује и Бечком Филхармонијом. Тих десет година, биле су и најуспешнији период његовог живота и стваралаштва. Ту се 1902. године оженио Алмом Маријом Шиндлер (1879—1964), са којом је добио и две ћерке: Марију Ану одмила звану Пуци (1902—1907) и Ану Јустину звану Гуки (1904—1989), која се касније прославила као вајар. Бечка филхармонија је претежним делом била састављена од музичара који су свирали у опери па је узајамна нетрпељивост константно тињала, због чега ће 1907. дати оставку.
Између 1907. и 1910. године диригује у Америци током зиме, а остатак године у Европи. На тај начин планирао је да заради довољно новца за живот, како би могао више времена да посвети компоновању.
Године 1910. срце почиње да му попушта, али наставља да ради. Септембра те године у Минхену премијерно изводи своју Осму Симфонију, Симфонију Хиљаде. Поновни боравак у Америци морао је да прекине због болести. Тамо је у току сезоне 1910/11, од предвиђених 65, успео да одржи 47 концерата. Одлази на лечење у Париз, а како му се здравствено стање погоршавало, пренели су га у Беч где је и умро 18. маја 1911. године у 23 часа и 5 минута, од запаљења плућа. Његова Десета Симфонија у Фис - Дуру, остаје недовршена.

## Преглед стваралаштва
Стваралаштво Густава Малера, састоји се претежним делом из два музичка подручја: вокалне лирике и симфонијске музике. Трећа област, била је интерпретативна, Малер је за живота био врло активан, свестрано обдарен диригент и музички прегалац — организатор. На подручју вокалне лирике, Малер је започео свој стваралачки век, да би га у својим симфонијама снажно развио до највећег уметничког врхунца.
А да често није правио разлику између симфоније и соло — песме, сведоче чињенице, како та да се у његовим симфонијама (од Друге до Четврте и у Осмој), појављује људски глас — солисти и хор — тако и чињеница да у Песми о Земљи, Малер управо мајсторски спаја ова два наоко несродна музичка облика.
Није придавао велики значај ни избору тема. Често се у његовим делима сусреће узвишено поред баналног, дубокоумно и проницљиво поред просечног и површног. Код Малера су важни били управо динамика извођења и тонски колорит, снага тонских боја. У ствари, то су биле и основне одлике стилског правца који је владао на немачком културном подручју у доба на преласку из деветнаестог у двадесети век. Тај стилски правац звао се Југендстил (на немачком: стил младости) и развијао се паралелно са експресионизмом, који се заједно са импресионизмом јавио и развио у то доба Европске позне романтике.
Док су његови вокални циклуси краћих димензија, претежно интимни, рафинисани, прожети јесењом топлином, али и емотивном драматиком, дотле су његове симфоније огромних размера и раскошних звучних боја. Малер је био дубоко идеолошки симфоничар, те је из потребе да изрази све оно што у човеку живи и тиња — од љубави према природним лепотама, до најдубљих човекових унутрашњих патњи, од најсрећније радости до разарајућег очајања — класичне симфонијске форме значајно проширивао, па и раскидао са њима. А све то полазећи од достигнућа великих претходника, Бетовена, Берлиоза, Вагнера и свог ментора, Антона Брукнера.
Тако је Густав Малер постао једна од најзанимљивијих и најоригиналнијих музичких личности свога доба и каснијег развоја музичке уметности.

### Малер и жанр
Након завршених Квинтета за клавир Das Klagende Lied, ране кантате и композиције Totenfeier, Махлеров се у потпуности посвећује компоновању симфонија и соло песама. Осим завршених девет нумерираних симфонија, његови главни радови постају циклуси песама Lieder eines fahrenden Gesellen (у преводу Песме путујућег путника, дослован превод гласи „Песме супутника“), као и Kindertotenlieder („Песме мртвој деци“), те Das Lied von der Erde („Песма о Земљи“, синтеза симфоније и соло песме).

### Стил
Дух соло песме сталан је у Малеровом делу. У развоју циклуса песама следи Франца Шуберта и Роберта Шумана, али радије него да компонује песме уз клавирску пратњу (соло песме), он их компонује са оркестарском пратњом, тачније - за глас и оркестар.
„Песме сапутника“ циклус је од четири песме чији је главни лик одбачени љубавник који усамљен лута земљом. Малер је текст написао сам, надахнут несретном љубављу с певачицом коју је срео диригујући у Каселу.
Изузетно свестан колоратуре оркестра, Малер пуни своје симфоније течним мелодијама и експресивном хармонијом, постижући избистрену каквоћу својих мелодијских пасажа. Међу другим његовим иновацијама су изражајна употреба комбиновања инструмената и у већем и мањем обиму, као и већа употреба удараљки, сједињење гласа и хора са симфонијском формом, и примат гласа у контрапункту. Његов оркестарски стил заснован је на контрапункту: две мелодије почињу истовремено наизглед истовремено, развијајући бистрину насупрот масовној оргији звука.
Често његови радови укључују дух песама и плесова аустријских сељака. Ländler, аустријски народни плес који је прво развио у менует, а затим у валцер, има важну улогу у неколико његових симфонија, као и сами менует и валцер. Сва три плеса у свом историјском развоју представљена су у 'плесном ставку' Девете симфоније.
Малер је спојио идеје романтизма, укључујући програмску музику, употребу мелодија из песама у својим симфонијским радовима на начин који је омогућио развој симфонијског оркестра. Како је тражио начине проширивања своје музике, разумевање симфонијске форме је проширено и донекле фрагментирано. Изјавио је да симфонија треба да буде „цео свет“ сам по себи. При томе се сусретао с потешкоћама у представљању својих радова и стално ће ревидирати детаље своје оркестрације све док није задовољан њеним ефектом.
Малер је био дубоко духован и врло често је описивао глазбу повлачећи паралеле с природом. Због тога се на његову музику дуго након његове смрти често гледало као на екстремно емоционалну. Уз то што је непрестано тражио нове начине проширења симфонијске изражајности, такође је био и горљив мајстор, што је видљиво у његовим прецизним методама пажљивог планирања и проучавања складатеља претходника.

### Тоналност
Малерово хармонско компоновање је повремено било изузетно иновативно, ширећи границе конвенционалне тоналности. Но тоналност као изражајни и градивни принцип очигледно је Малеру била од велике важности. То се најбоље види у његовом приступу тзв. „прогресивној тоналности“. Док је његова Прва симфонија очито дело у Де-дуру, његова Друга симфонија „напредује“ из првог става у це-молу до завршнице у Ес-дуру; Трећа симфонија почиње у де-молу, а завршава ставом у ЕФ-дуру, који опет завршава у Де-дуру. Пета симфонија одмиче се од погребног марша у цис-молу кроз а-молски став пун очаја и конфликта, наставља снажним плесним ставком у Де-дуру и лирским адађетом у ЕФ-дуру, до тријумфалног финала у Де-дуру. Иако Шеста симфонија с контрастом почиње и завршава у а-молу, а супротставља јој се полагани став у Ес-дуру са скерцом у а-молу. Седма симфонија тонално је изузетно „прогресивна“ - први став одмиче се од (могућег) почетка у ха-молу до свршетка у Е-дуру, а финале дефинише слављенички Це-дур. У Осмој симфонији композиторове изражајне намере наводе га да изгради дело које почиње и завршава у Ес-дуру, док „опроштајна“ Девета симфонија одлази од првог става у Де-дуру до финала у Дес-дуру. За недовршену Десету симфонију може се једино претпоставити да је Малеров тонални циљ био Фис-дур, исто као и почетак симфоније.

### Симфоније

##### Први период
Малеров симфонијски опус генерално се дели на три 'периода'. Први период којим доминира његово ишчитавање песама „Чаробног рога“ укључује прве четири симфоније. У овој групи међусобни утицај његових песама и симфонија сасвим је очигледан. Симфонија бр. 1 у првом ставу користи мелодијску идеју једне песме из „Песама сапутника“, и пасаж друге песме истог циклуса у средишњем делу трећег става. Трећи став Симфоније бр. 2 безгласно је проширење једне песме, а затим и цела инструментална постава из „Чаробног рога“, чија присутност је видљива и у Другој и Трећој симфонији.

##### Други период
Пета, Шеста и Седма симфонија сврставају се у радове другог периода, чија су особеност повећана изражајна озбиљност и интерес у нестандардну инструментацију (нпр. у Симфонији бр. 5 користи се удараљка бич, кравље звоно, оркестарска звона, „чекић“ у Симфонији бр. 6., као и корнет, баритон рог, мандолина и гитара у Симфонији бр. 7), иако нестандардне инструменте користи и раније, као што је поштански рог у Симфонији бр. 3. Симфоније ове групе немају гласовне деонице, свет малеровске песме видљив је у првом ставу Симфоније бр. 5, и полаганом ставу Симфоније бр. 6 где се накратко чују фразе из једне песме циклуса „Мртвој деци“, као и у финалу Симфоније бр. 5, која укључује материјал из циклуса „Дечаков чаробни рог“, песму „Lob des hohen Verstandes“.

##### Трећи период
Малеров трећи симфонијски период означава повећана полифонија и укључује Осму, Девету и (недовршену) Десету, као и „Песму о Земљи“. Вероватне везе са другим песмама тога периода тешко је у овим делима приказати будући да је његов посљедњи циклус песама „Песме мртвој деци“ завршен 1904. Но врло је упадљив пример сам крај Девете симфоније који садржи интервалну сличност са певаним стихом „Der Tag ist schön auf jenen Höh'n“ („дан је леп на ондашњим висинама“) из циклуса „Песме мртвој деци“, бр. 4.
Мало је композитора међусобно здруживало свој рад тако слободно и потпуно као Малер. Утисак појачава музичка повезаност која се може чути у симфонијама међусобно, као и међу симфонијама и песмама, које се наизглед повезују у већи наратив. Нпр. материјал који се чује у Трећој симфонији понавља се у финалу Четврте; идеја из првог става Четврте чује се у почетку Пете, а „трагична“ хармонијска геста која се понавља у Шестој симфонији (дурски акорд који пада на мол), упадљиво се враћа у Седмој. Надаље, тема из Прве симфоније поновљена је у првом ставу Девете симфоније, последњем његовом завршеном делу.

### Проклетство девете симфоније
Малер је био опседнут Бетовеновом оставштином - рекао је како су све његове симфоније биле „девете“, будући да су имале исти значај и утицај као чувена Девета симфонија. Махлер је такође чврсто веровао и у проклетство девете симфоније, те због тога био у страху од компоновања нумерисане девете симфоније. верује се да је то разлог због којег није дао број симфонијском раду „Песме о земљи“ који следи након Осме симфоније, него га је једноставно описао као  (Симфонија за тенор и алт (или баритон) и оркестар, по „Кинеској флаути“ Ханса Бетгеа). То дело може се сматрати спојем циклуса песама и симфоније.
Леонард Бернстајн, који је био од изузетног значаја у промоцији и извођењу Малерове музике након његове смрти приказује симфонију као пророчку музичку изјаву кризе класичне музике у 20. веку. Не само да је Малер знао како неће дуго живети након довршетка дела у 1908, него је према Бернстајну и кроз музику „прорекао“ блиску смрт дур/мол тоналитета. Даљње проширење те идеје такође наговештава смрт фаустовске културе, а можда и целог човечанства (напетости уочи Првог светског рата већ су биле очите).
Малерову недовршену Десету симфонију касније је оркестрирао Дерик Кук, уз благослов Алме Малер. Иако Леонард Бернстајн никада није изводио ни снимао ову „реализацију“, други диригенти као што је Сер Симон Ратл, ценили су то дело, те га изводили и снимали.

## Оставштина
Више нема критичара који инсистирају на томе да је Малерова популарност пролазна мода, но док су његов репертоар и место у историји музике осигурани, тријезну процену његове оставштине отежава неколико чинилаца. Нпр, мало је заједничкога у стајалиштима оних који Малера цене због његове „емоционалне и духовне искрености“ и његових једнако гласних оспораватеља који његову музику означавају као „плачљиву, неукусну и сентименталну“. Франц Шмит јасно се изјаснио описујући Малерове симфоније као „јефтине романе“. Слична разлика дели оне који цене и анализирају његове симфоније као брижљиво оркестриране и ригорозно организоване у својој великој форми, док други то исто сматрају неумереним, помпезним, самозадовољавајућим еготизмом.
И Малерови страствени обожаваоци каткад су на њега гледали искључиво кроз властите преокупације, укључујући и музичко предсказивање будућих догађаја као што су Први светски рат и Холокауст. Страствено опирање Малеровом музичком изражају понекад има расистичке и националистичке тонове; малеровац Ханс Келер тако наводи једног угледног британског критичара: „Ствар је у томе да ми Малера овде једноставно не желимо.“
Ово доводи до ситуације која је и данас присутна у којој оспораваоци покушавају да минимализују Малерову оставштину, а поштоваоци одговарају преувеличавајући је. Опрезну средину могуће је постићи узимајући у обзир збир чинилаца: Други светски рат, економску депресију, изразит аустријски антисемитизам (који је био толико интензиван да је Малер био приморан да пређе на католицизам 1897. године како би донекле побољшао изгледе за успех), од чега су сви утицали на смањење изведби и разумевања Малерове музике након 1911, самим тим и његов постхумни утицај.
Током концертне турнеје у Финској у новембру 1907. Малер је рекао колеги Јану Сибелијусу како би „симфонија требало да буде као свет: мора обухватити све“ („die Symphonie muss sein wie die Welt. Sie muss alles umfassen“); спроводећи ту филозофију, довео је жанр симфоније на нови ниво уметничког развоја. Повећавајући распон контраста између чинова приморао је на ширење дужине и домета (његова шестоставачна Симфонија бр. 3, дуга око 95 минута, најдужа је у целом симфонијском репертоару). Симфонија бр. 8 праизведена је уз помоћ отприлике хиљаду извођача, док је укључивање вокалних и коралних елемената текстова од народне поезије, преко Ничеа, Гетеа, кинеске књижевности и средњовековног католичког мистицизма уобличило филозофски, као и аутобиографски садржај. Занемариване деценијама након смрти, Малерове симфоније и оркестарске песме (песме за глас и оркестар) сада су део централног репертоара великих симфонијских оркестара широм света.

## Малер у популарној култури
Иако се Малерову музику некад сматрало „тешком“, од 1960-их је стекла знатан профил у популарној култури. Малерову особност веже се са особношћу лика Томаса Мана, филмској верзији новеле Смрт у Венецији. Тамо се лик Gustav von Aschenbach (Густав фон Ашенбах) приказује као диригент чије се композиције исмејавају. Музика у филму такође користи исечке из Малерових симфонија бр. 3 и 4, поготово IV (претпоследњи) став Адађето из Симфоније бр. 5, који је тиме постао врло познат и често се самостално изводио, нпр. на погребу Роберта Кенедија 1968.
Малерова музика често је коришћена у филмовима и другим медијима ради осликавања немира или боемске особности. У филмској верзији игроказа „Educating Rita“, Ритина нова цимерка Триш је пита: „Zar ne bi jednostavno umrla bez Malera?“ (лик се касније предозира дрогом). У роману „Реквијем за снове“ Хуберта Селбија (али не и у филму), Марион ужива слушајући Малерову Другу симфонију након узимања хероина. Исечци из Малерове Седме симфоније појављују се у филму „Parting Glances“, а Прва симфонија користи се као инцидентална музика у филму „Рубин и Ед“. Малер се такође појављује у епизоди серијала Стар Трек: Војаџер.
Године 1974. Кен Расел је снимио биографски филм под насловом „Малер“, који врло слободно описује композиторов живот.

## Дела

### Вокални циклуси — кантате
- Песма јада (1878—1880), за мецосопран (или баритон), хор и оркестар.
- Песме дечака луталице (1883—1885)
- Песме из младости (1880—1892), три збирке са укупно дванаест песама, за мецосопран и клавир.
- Дечаков чаробни рог, кантата од дванаест песама за мецосопран (или баритон) и клавир (или оркестар) (1892—1896)
- Песме умрлој деци (1901 — 1902, премијера 29. јануара 1905)
- Пет Рикертових песама (1906—1907)

### Симфоније
- Цветови, симфонијски став, 1883 — 1896.
- 1. Симфонија (D dur, „Титан“, 1884 — 1888)
- 2. Симфонија (c mol, „Ускрснуће“, 1888—1894)
- 3. Симфонија (d mol, 1895—1896)
- 4. Симфонија (G dur, 1899 — 1901)
- 5. Симфонија (cis mol, 1901—1902)
- 6. Симфонија (a mol, „Трагична“, (1903—1904)
- 7. Симфонија (e mol, „Песма ноћи“, 1904—1905)
- 8. Симфонија (Es dur, „Симфонија хиљаде“, 1906)
- 9. Симфонија (D dur, 1909 — 1910)
- 10. Симфонија, Фис - Дур, (1910—1911), остала је недовршена. Током 1910. године Малер је скицирао ово дело. Последњих месеци живота 1911. године, коначно је оркестрирао само два става и то је било све што је у домену ове Симфоније успео да заврши. Дуго времена после његове смрти, ову су Симфонију дорађивали други из разних области музичке културе, композитори, музиколози и музички теоретичари, али без неког успеха. Коначно је Енглески музички теоретичар и композитор Дерик Кук, аутор књиге Језик музике, издање куће Oxford University Press из 1959. године, успео са одређеним степеном успеха, да доврши ово дело, у свему следећи препоруке Густава Малера. Било је то приближно у време објављивања речене Кукове књиге.

Малер је за своју Десету Симфонију предвидео пет чисто инструменталних ставова. Два става која је успео довршити су један кратак Скерцандо (други став) и један опсежни, мелодиозни и звучно потресни у својој замирућој завршници, Адађо, који је био последња и најузвишенија композиција коју је Малер довршио непосредно пред смрт (значи, завршио га је пре Адађа Девете Симфоније, кога је завршио тек Малеров пријатељ и касније велики диригент Бруно Валтер (1876—1962). У Куковој верзији ти су ставови задржали свој изворни изглед, а Кук је додао само остала три става, међутим, мање успела када се упореде са оригинална два става. Зато се у данашње време, она чешће и изводе, а образују временско трајање изведбе од 30 минута.
Симфонија у петоставачној верзији укупно траје 1 сат и 17 минута.

### Синтеза вокалне лирике и симфоније
- Песма о земљи (симфонијска кантата, 1908)